# Norbert Sattler
Norbert Sattler (n. 4 octombrie 1951, Kötschach-Mauthen⁠(d), Carintia, Austria – d. 19 ianuarie 2023) a fost un caiacist ce a reprezentat Austria, medaliat olimpic. A participat la o ediție a Jocurilor Olimpice (1972) în care a câștigat o medalie de argint.

## Participări
Lista de mai jos prezintă principalele competiții la care a participat Norbert Sattler de-a lungul carierei.
- canoeing at the 1972 Summer Olympics – men's slalom K-1[*]